# Hannover-Nordstadt
Hannover-Nordstadt – przystanek kolejowy w Hanowerze, w kraju związkowym Dolna Saksonia, w Niemczech, posiada 1 peron.